# Procollagene-prolina 3-diossigenasi
La procollageno-prolina 3-diossigenasi è un enzima appartenente alla classe delle ossidoreduttasi, che catalizza la seguente reazione:
procollageno L-prolina + 2-ossoglutarato + O2 ⇄ procollageno trans-3-idrossi-L-prolina + succinato + CO2
L'enzima richiede Fe2+ ed ascorbato.